# Kiczory
Kiczory är ett berg i Tjeckien.   Det ligger i regionen Mähren-Schlesien, i den östra delen av landet, 300 km öster om huvudstaden Prag. Toppen på Kiczory är 990 meter över havet, eller 368 meter över den omgivande terrängen. Bredden vid basen är 15,0 km.
Terrängen runt Kiczory är huvudsakligen lite kuperad. Runt Kiczory är det ganska tätbefolkat, med 124 invånare per kvadratkilometer. Närmaste större samhälle är Třinec, 15,1 km nordväst om Kiczory. I omgivningarna runt Kiczory växer i huvudsak blandskog.